# 富山遺址
富山遺址位於臺灣臺東縣卑南鄉富山村。開始時間約在距今三千七、八百年到四千年前，結束時間約三千年前左右，屬於新石器時代中期。是富山文化的命名遺址。於1997年進行「臺閩地區考古遺址普查研究計畫」時，將遺址區分為南側的富山第一遺址及北側的富山第二遺址。

## 遺址調查簡史
遺址最早的調查記錄是1989年時由國立臺灣大學人類學系的黃士強教授率領系上學生，進行地表調查及田野實習課程的發掘，隨後在1990年由國立臺灣大學人類學系的連照美及宋文薰教授調查該遺址。在1994年，國立臺灣史前文化博物館的李坤修、葉美珍等人執行調查時，發現遺址正進行整地工程，且可見散落遺物，遂通報臺東縣政府並於會勘後進行考古作業。總共發掘了15個探坑，其中13個位於南區（富山第一遺址），文化層堆積較明顯；另外2個則位於北區（富山第二遺址），僅有零星陶片而未見明顯文化層。出土遺留計有133,454件陶質標本、563件石質標本以及256件生態遺留等。1997年，由中央研究院歷史語言研究所臧振華及國立臺灣史前文化博物館葉美珍主持內政部委託第四期的「臺閩地區考古遺址普查研究計畫」，調查該遺址並且在報告中將遺址區分為富山第一遺址及富山第二遺址，更建議將富山第一遺址列入指定遺址。相關的研究調查曾發表於期刊以及在2016年發表於臺灣考古工作彙報會議。

## 出土文物
經過歷年調查及發掘，目前遺址僅發現單一文化層，屬於新石器時代中期的富山文化。出土文物可見石器如斧鋤形器、石刀、石針、網墜等，尤其石針數量頗多；陶容器多施加繩紋，部分可見有紅色殘彩，也有彩繪主題如柵狀、圓點、寬帶等，亦見陶紡輪。此時也見玉器製品，如玉玦、玉環、管珠等。

### 石器
製作的方法是磨製而成，因此為新石器時代的遺址。

#### 用品
從富山遺址出土的器物：
- 石斧、石鋤，推測是農業和砍伐林木之用[6]。
- 石板棺，為埋葬之用。棺身約可容納一名死者及其陪葬品。因卑南文化也出土石板棺，因此認為可能是卑南文化的雛型。
- 石刀，為當時的必備物品。通常隨身攜帶。
- 石镰，為收割之用
- 網墜，繫於魚網底部，使漁網迅速下沉。是原始人類捕魚時不可或缺的工具。
- 石臼，用來磨碎食物及藥物。
- 砥石，又名為磨刀石，顧名思義，為磨刀所用。

#### 飾品
- 石珠，裝飾用

### 玉器

#### 飾品
- 玉玦、玉環、玉墜、管珠等飾品

### 陶器
主要的出土遺物有繩紋、素面及彩繪紅色夾砂陶。

#### 特色遺物
繩紋缽是許多文化、遺址中常見的器物，但與富山遺址出土的繩紋缽有一處不同：從其他的文化、遺址中出土的繩紋缽沒有把手，但唯獨富山文化出土的有把手。推測繩紋缽可能因具有傳承意義才會裝上把手。